# Олга Николаевна Вюртембергска
Вижте пояснителната страница за други личности с името Олга Николаевна Романова.
Вижте пояснителната страница за други личности с името Олга Николаевна .
Олга Николаевна Романова (11 септември 1822 – 30 октомври 1892) е велика руска княгиня и кралица на Вюртемберг. Тя е дъщеря на император Николай I и императрица Александра Фьодоровна, а по-късно и съпруга на крал Карл I Вюртембергски.

## Велика руска княгиня
Олга Николаевна е родена е в Санкт Петербург на 11 септември 1822 г. Тя е трето от общо седемте деца на руската императорска двойка. Израства в здрава семейна среда, в която царят ред и дисциплина.
Красива, културна и интелигентна, Олга е смятана за една от най-добрите партии за брак сред принцесите в Европа. Говори няколко езика и обича изкуствата.
През 1846 г. в Палермо, днешна Италия, тя се запознава с младия принц Карл, тогава престолонаследник на Вюртемберг. Родителите ѝ се надяват, че Олга ще сключи по-добър династичен брак от този на брат си, Александър, и на сестрите си, Мария и Александра, които си избират партньори с незадоволителни аристократични позиции. Освен това между династиите на Русия и Вюртемберг вече има династични връзки: бъдещият свекър на Олга, Вилхелм I Вюртембергски, е женен за сестрата на баща ѝ, великата княгиня Екатерина Павловна; чичо ѝ, великият княз Михаил Павлович, е женен за племенницата на Вилхелм, принцеса Шарлота Вюртембергска.
Само след няколко срещи с Карл, на 18 януари 1846 г. Олга Николаевна приема предложението за брак, което той ѝ отправя. Сватбата е отпразнувана на 13 юли 1846 г. в двореца Петерхоф в Санкт Петербург. Младоженците пристигат във Вюртемберг на 23 септември същата година. През повечето време двамата живеят главно във Вила Берг в Щутгарт и в замъка Хофен във Фридрихсхафен.
Двойката няма деца, вероятно заради хомосексуалните наклонности на Карл. Няколко пъти той става обект на скандали, свързани с прекалено интимните му отношения с различни мъже. През 1863 г. Олга и Карл осиновяват племенницата на Олга, великата княгиня Вера Константиновна, дъщеря на брата на Олга, Великия княз Константин Николаевич.

## Кралица на Вюртемберг
На 25 юни 1864 г. умира крал Вилхелм I Вюртембергски, a синът му, Карл, заема трона като крал Карл I Вюртембергски. Той е коронован на 12 юли 1864. Същия ден Олга става кралица на Вюртемберг.
Без деца, Олга се посвещава на социални дейности, предимно благотворителност. Интересува се главно от развитието на женското образование, от подпомагане на ранените ветерани и инвалидите. На нейно име е кръстена детската болница в Щутгарт през 1949 г. и Протестантският орден на милосърдните сестри в Щутгарт през 1871 г. Тази благотворителна дейност на Олга я прави много популярна сред подниците ѝ, дори повече от самия Карл.
Кралица Олга също така се интересува от естествени науки и дълги години колекционира естествени минерали. Нейната колекция от минерали се съхранява в Музея на естествените науки в Щутгарт.
През 1881 г. Олга Николаевна издава своите мемоари Златният сън на моята младост (Traum der Jugend goldener Stern), в които описва живота си в руския двор, скръбта по загубата на сестра си Александра, и своя ранен личен живот, приключил със сватбата ѝ с Карл.
На 6 октомври 1891 г. умира крал Карл I Вюртенбергски. Кралица Олга Николаевна умира само една година по-късно, на 30 октомври 1892 г. във Фридрихсхафен. Погребана е в криптата на стария замък в Щутгарт.

## Галерия
- Олга Николаевна, кралица на Вюртемберг
- Кралица Олга Вюртембергска